# Eötvös-Loránd-Universität
Die Eötvös-Loránd-Universität Budapest (ungarisch Eötvös Loránd Tudományegyetem, lateinisch Universitas Budapestinensis de Rolando Eötvös nominata) – kurz ELTE – ist eine Universität in Budapest. Seit 1950 ist sie nach dem Physiker Loránd Eötvös benannt, zuvor trug sie von 1921 bis 1950 den Namen des Universitätsgründers Kardinal Péter Pázmány.
Sie sieht sich als Nachfolgerin der Universität Tyrnau, die den Lehrbetrieb 1635 aufnahm und dadurch als älteste Universität Ungarns gilt.

## Geschichte

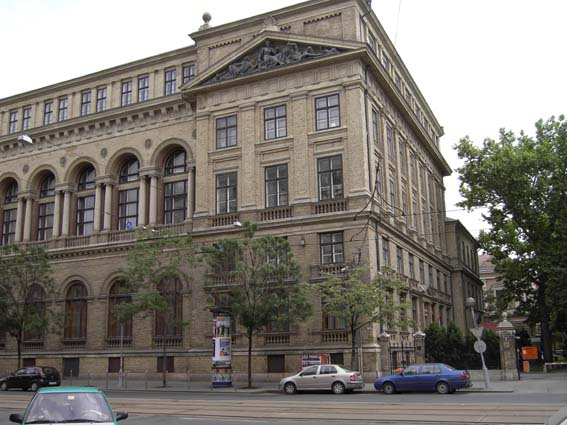
Gebäude der Geisteswissenschaftlichen Fakultät auf dem Múzeum körút

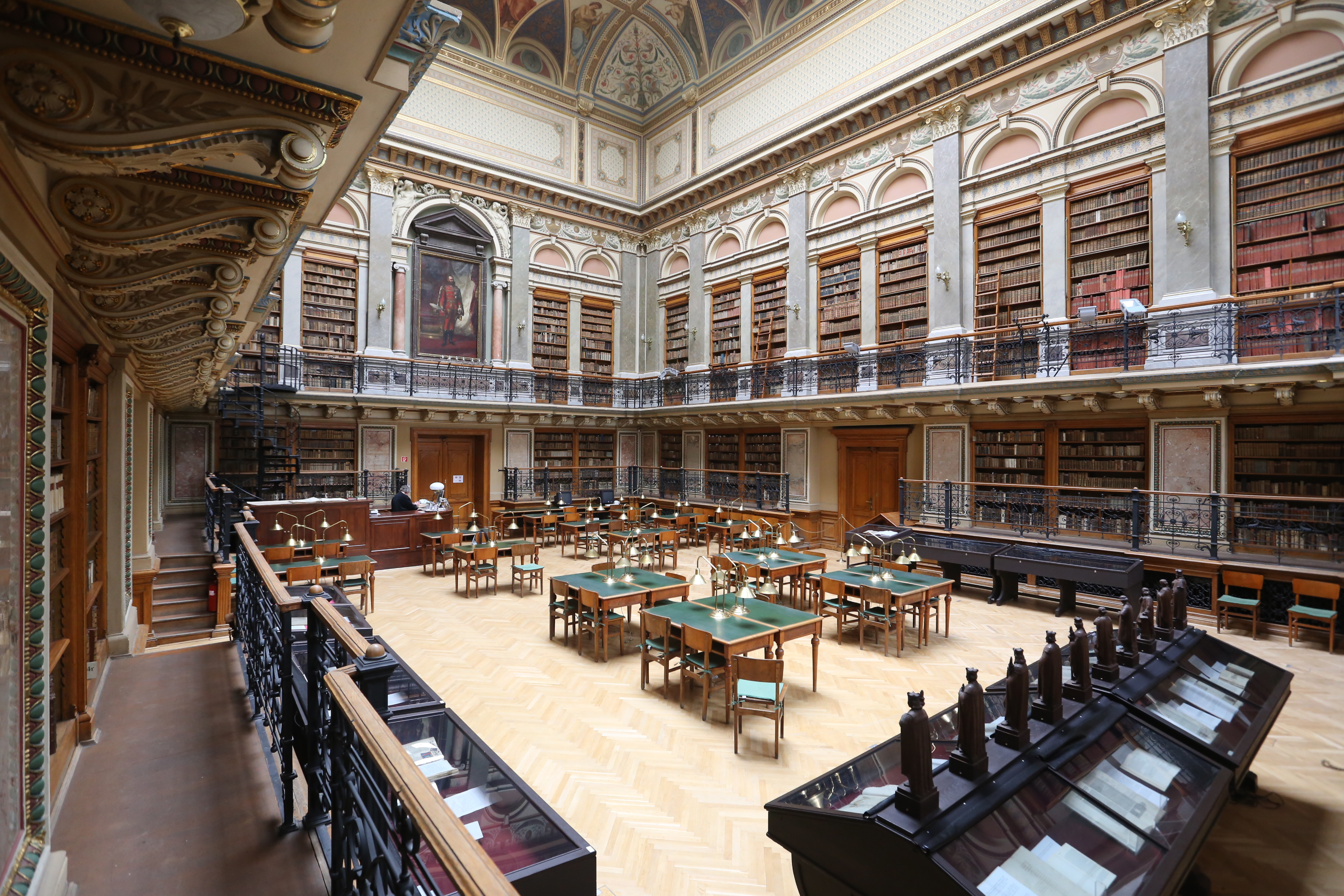
Innenansicht der Universitätsbibliothek Budapest

Die Universität Tyrnau wurde 1635 von Kardinal Péter Pázmány, dem Erzbischof von Esztergom, in Tyrnau (slowakisch Trnava, ungarisch Nagyszombat) als ein Jesuitenkolleg gegründet.
Ungarn war zu dieser Zeit teils von den Osmanen besetzt. Aus diesem Grund wählte Péter Pázmány Tyrnau, eine Stadt im damals den Habsburgern unterstehenden Teil des Königreich Ungarns. Dort entstand das vorläufige Zentrum der Universität. Pázmány sah allerdings von Beginn an die spätere Umsiedlung in die damalige ungarische Hauptstadt Pressburg vor.
Anfänglich gab es lediglich eine geisteswissenschaftliche und eine theologische Fakultät. Der erste Rektor der Universität wurde György Dabronoki. Den Vorsitz über die Fakultäten führten Dekane, während der Kanzler administrative Verpflichtungen übernahm.
Einen grundlegenden Schritt in der Entwicklung der Universität stellte die Gründung der Fakultät der Rechtswissenschaften 1667 dar. Nach der Gründung der Medizinischen Fakultät 1769 glich die Struktur der Universität der anderer europäischer Hochschulen. Zu dieser Zeit waren die Fakultäten in 25 Institute aufgeteilt.
Am 1. Februar 1777 unterzeichnete Königin Maria Theresia die Erlaubnis, die Universität nach Buda zu verlegen. Noch im selben Jahr öffnete sie dort ihre Pforten im Königspalast.
Innerhalb der Geisteswissenschaftlichen Fakultät wurde 1782 das Institut für Ingenieurwesen gegründet, das aber 1857 von der Polytechnischen Universität übernommen und schließlich 1871 Teil der Technischen Universität wurde. 1784 zog die Universität von Buda nach Pest um und hieß fortan Königliche Ungarische Universität. Bis 1802 übernahm die Universitätsbibliothek Budapest auch Aufgaben als Nationalbibliothek und nationalbibliografisches Zentrum Ungarns. Seit 1870 besteht das Pädagogische Institut. Das József-Eötvös-Collegium wurde 1895 gegründet, um das pädagogische Niveau von Dozenten und Akademikern zu erhöhen.
Die Universität spielte bei der Verbreitung progressiver Ideen eine große Rolle. Am Ende des 18. Jahrhunderts beeinflusste die Aufklärung das Unterrichtssystem maßgeblich. Kontakt zur Universität hatten die ungarischen Jakobiner. Nach der Aufdeckung der Bewegung 1794 wurden zahlreiche Lehrer und Schüler Opfer der folgenden Repressionen. An der Revolution von 1848, die zur Abschaffung des Feudalsystems führte, nahmen auch Studenten und Professoren der Universität teil.
Bis 1949 bestand die „Péter-Pázmány-Universität der Wissenschaften“ aus den Fakultäten der Rechts- und Politikwissenschaften, der Fakultät der Künste, der Medizinischen Fakultät und der Theologischen Fakultät. 1949 wurde die Medizinische Fakultät von der Universität getrennt und besteht seitdem als Semmelweis-Universität mit drei Fakultäten. Im selben Jahr setzte die Theologische Fakultät ihre Arbeit selbständig als Theologische Akademie fort; daraus erwuchs später die Katholische Péter-Pázmány-Universität. Durch die Aufteilung der Fakultät der Künste entstand zusätzlich die Naturwissenschaftliche Fakultät.
Ab 1921 trug die Universität den Namen ihres Begründers Péter Pázmány, seit 1950 ist sie nach Loránd Eötvös benannt, ihrem ehemaligen Rektor und Professor, der die eötvössche Regel entdeckte.
Die größte Veränderung für die Universität brachte in den 1990er Jahren ein Gesetz des ungarischen Parlaments zur Reorganisation des höheren Bildungswesens und der entsprechenden Institutionen mit sich. Das entsprechende Gesetz wurde 1999 vom Parlament verabschiedet. Es regelte eine landesweite Integration verschiedener Universitäten, Fachoberschulen und Fakultäten. So gehört seitdem beispielsweise das Institut und Postgraduiertenzentrum für Soziologie und Sozialpolitik zur Fakultät der Geisteswissenschaften. Dem Gesetz folgend wurde im Jahr 2000 die 1869 gegründete Budapester Pädagogische Hochschule (Budapesti Tanárképző Főiskola) integriert.
Über 31.000 Studenten (Stand: 2006) werden von über 1.090 Professoren und Dozenten unterrichtet, davon 58 ordentliche Mitglieder der Ungarischen Akademie der Wissenschaften.

## Fakultäten
Seit dem 1. September 2003 besteht die Eötvös-Loránd-Universität aus acht Fakultäten:
- Fakultät der Geisteswissenschaften
- Fakultät der Rechtswissenschaften
- Fakultät der Naturwissenschaften
- Fakultät der Erziehungswissenschaften und Psychologie
- Fakultät der Sozialwissenschaften
- Fakultät der Informatik
- Fakultät der Grundschulpädagogik
- Fakultät der Sonderschulpädagogik

## Bekannte Absolventen
- Mihály Ignác von Lenhossék (1773–1840), Universitätsprofessor, Mediziner und Psychologe
- Lajos Kossuth (1802–1894), ungarischer Freiheitskämpfer
- Ludwig Mandl (1812–1881), ungarisch-französischer Mediziner
- József von Lenhossék (1818–1888), ungarischer Anatom, Neurologe und Hochschullehrer
- Wilhelm Schlesinger (1839–1896), österreichischer Mediziner
- Jenő Ábel (1858–1889), ungarischer Schriftsteller, Altphilologe und Hochschullehrer
- Philipp Lenard (1862–1947), deutscher Physiker
- Mihály von Lenhossék (1863–1937), ungarischer Anatom und Hochschullehrer
- George de Hevesy (1885–1966), ungarischer Chemiker, Nobelpreis für Chemie (1943)
- Albert Szent-Györgyi (1893–1986), ungarischer Mediziner, Nobelpreis für Medizin (1937)
- Béla Hamvas (1897–1968), ungarischer Schriftsteller
- Georg von Békésy (1899–1972), ungarischer Physiker und Physiologe, Nobelpreis für Medizin (1961)
- John von Neumann (1903–1957), ungarisch-amerikanischer Mathematiker
- John Harsanyi (1920–2000), ungarisch-amerikanischer Wirtschaftswissenschaftler
- Miklós Mészöly (1921–2001), ungarischer Schriftsteller
- Árpád Göncz (1922–2015), ungarischer Verfassungsrichter, 1990–2000 Staatspräsident
- Ágnes Gergely (* 1933), ungarische Schriftstellerin
- Margit Nagy (* 1945), ungarische Archäologin
- Nelu Brâdean-Ebinger (* 1952), rumäniendeutsch-ungarischer Sprachwissenschaftler
- Gábor Demszky (* 1952), ungarischer Politiker, Oberbürgermeister von Budapest
- Tamás Sulyok (* 1956), ungarischer Verfassungsrichter, seit 2024 Staatspräsident
- Zsuzsa Breier (* 1963), deutsch-ungarische Literaturwissenschaftlerin, Diplomatin, ehemalige Staatssekretärin und Autorin
- Viktor Orbán (* 1963), ungarischer Ministerpräsident
- Róbert Juharos (* 1968), ungarischer Politiker, Rechtsanwalt und Bürgerrechtler
- Gergely Karácsony (* 1975), ungarischer Politiker, Oberbürgermeister von Budapest
- Fruzsina Molnár-Gábor (* 1984), ungarisch-deutsche Rechtswissenschaftlerin
- Ágnes Czingulszki (* 1987), Journalistin und Autorin

## Wissenschaftliches Netzwerk
Neben vielen internationalen Hochschulpartnerschaften ist die ELTE Mitglied bei:
- Coimbra-Gruppe
- The Utrecht Network
- UNICA (Universities from Capitals of Europe)
- European University Association EUA
- The Danube Rectors Conference
- AUDEM (Alliance of Universities for Democracy)